# Tony van Alphen
Jkvr. Antoinette Ludovica (Tony) van Alphen (Besuki, 12 augustus 1878 - Bandung, 26 januari 1910) was een Nederlandse kunstschilderes en tekenares.

## Leven en werk
Van Alphen werd in 1878 in Besuki (voormalig Nederlands-Indië) op Java geboren als dochter van de resident van Besuki jhr. Daniel Francois van Alphen en jkvr. Adolphine Westpalm van Hoorn van Burgh. Ze werd als beeldend kunstenaar opgeleid aan de Haagse Academie van Beeldende Kunsten en aan de Académie Julian te Parijs. Haar leermeesters waren Hubert von Herkomer en Frits Jansen. Van Alphen schilderde voornamelijk portretten en stillevens, maar ging op het eind van haar leven ook landschappen schilderen. Zij werkte onder andere in Den Haag, Haarlem, Kleef en Lausanne. Ook reisde ze naar haar geboorteland Nederlands-Indië, waar zij diverse landschappen schilderde. Zij overleed tijdens deze reis in januari 1910 in Bandung. Twee jaar na haar overlijden werd in Pulchri Studio in Den Haag een tentoonstelling aan haar werk gewijd.
- Biografisch Portaal: 95037744
- RKD-Nederlands Instituut voor Kunstgeschiedenis: 360211
- Union List of Artist Names: 500200767
- Virtual International Authority File: 96703073